# Волков, Николай Николаевич (Герой Советского Союза)
Николай Николаевич Волков (23 февраля 1923, Волгарица, Северо-Двинская губерния — 8 декабря 1977, Одесса) — гвардии лейтенант Советской Армии, участник Великой Отечественной войны, Герой Советского Союза (1945).

## Биография
Николай Волков родился 23 февраля 1923 года в деревне Волгарица (ныне — Опаринский район Кировской области) в крестьянской семье. Окончил семь классов школы, затем школу фабрично-заводского ученичества. В феврале 1942 года Волков был призван на службу в Рабоче-крестьянскую Красную Армию. С июня того же года — на фронтах Великой Отечественной войны. В январе-октябре 1944 года учился в Харьковском танковом училище, получил специальность механика-водителя, был назначен в танк 53-й гвардейской танковой бригады 6-го гвардейского танкового корпуса 3-й гвардейской танковой армии 1-го Украинского фронта. Отличился во время Висло-Одерской операции.
В январе 1945 года взвод, в котором служил Волков, получил боевую задачу прорваться через слабозащищённый участок вражеской обороны, и зайдя в тыл противнику, захватить и удержать мост через реку Пилица. Взводу удалось прорваться в тыл. По пути танкисты уничтожили немецкий обоз в 200 повозок. 15 января 1945 года на подходе к мосту они обнаружили колонну автомашин и 5 танков врага. Взвод атаковал колонну, уничтожив большую часть автомашин и 3 танка. Волков лично таранил 2 танка и гусеницами уничтожил несколько десятков автомашин. Он одним из первых преодолел Пилицу к северо-западу от города Влощова. Во время одного из последующих боёв Волков раздавил 7 немецких полевых орудий.
Указом Президиума Верховного Совета СССР от 10 апреля 1945 года за «мужество, отвагу и героизм, проявленные в борьбе с немецкими захватчиками» гвардии сержант Николай Волков был удостоен высокого звания Героя Советского Союза с вручением ордена Ленина и медали «Золотая Звезда» за номером 7834.
В апреле 1947 года в звании лейтенанта Волков был уволен в запас. Проживал в Одессе, умер 8 декабря 1977 года, похоронен на Таировском кладбище Одессы.
Был также награждён орденом Славы 3-й степени (17.5.1945) и рядом медалей.